# Hylaeus xanthopoda
Hylaeus xanthopoda är en biart som först beskrevs av Joseph Vachal 1895.  Hylaeus xanthopoda ingår i släktet citronbin, och familjen korttungebin. Inga underarter finns listade i Catalogue of Life.

## Bildgalleri

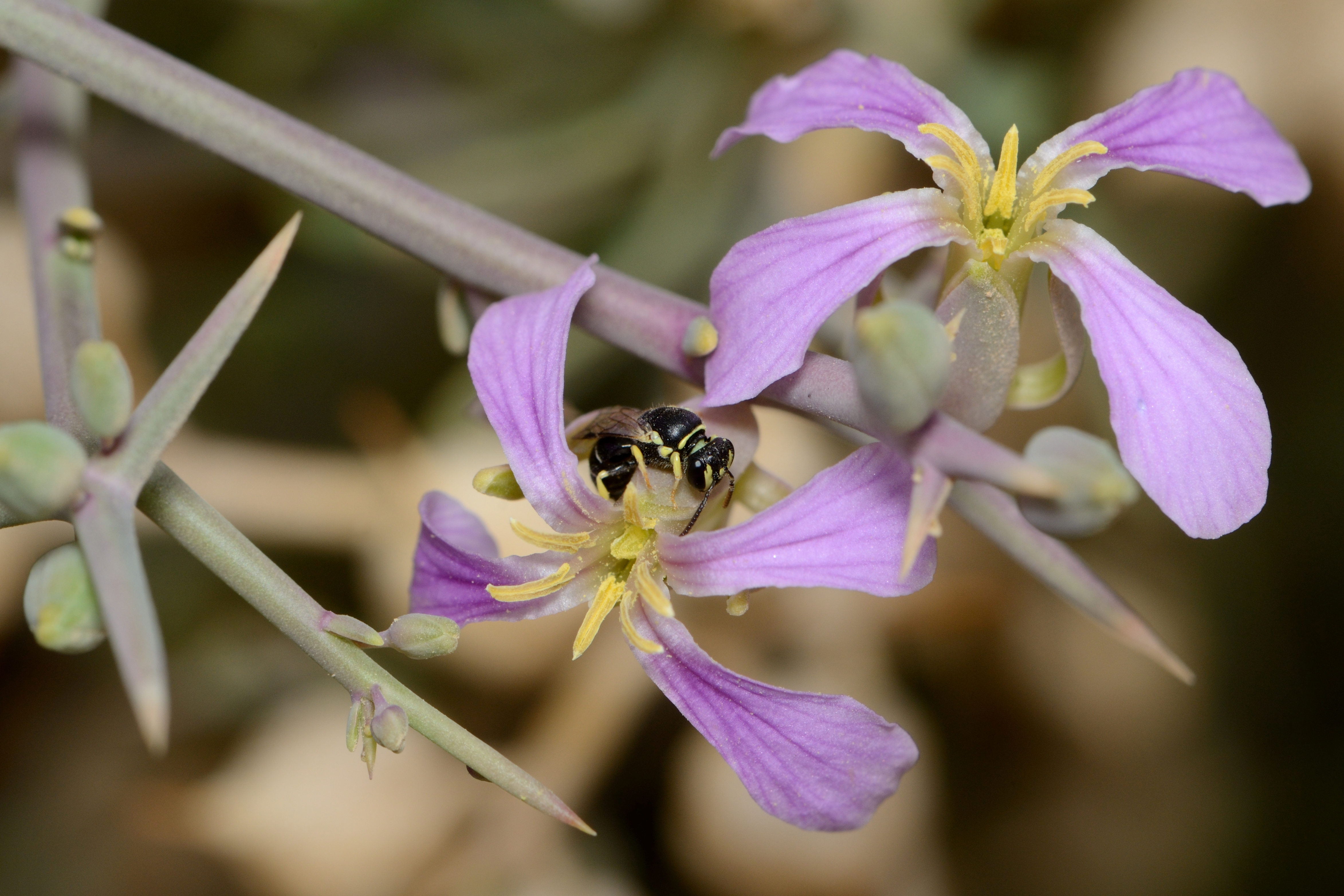